# 卡斯珀·乌尔里克·莫滕森
卡斯珀·乌尔里克·莫滕森（丹麥語：Casper Ulrich Mortensen，1989年12月14日—），丹麦男子手球运动员。他曾代表丹麦国家队参加2016年夏季奥林匹克运动会手球比赛，获得一枚金牌。